# Wolha Nasarawa
Wolha Wiktarauna Nasarawa (belarussisch Вольга Віктараўна Назарава, russisch Ольга Викторовна Назарова; * 27. August 1977 in Omsk, Sowjetunion) ist eine ehemalige russische und für Belarus startende Biathletin.

## Leben
Nasarawa war seit der Saison 1998/99 im Weltcup aktiv. Ihr bestes Ergebnis erreichte Nasarawa mit Platz drei im Massenstart in der Saison 2001/02 am Holmenkollen in Oslo. Bei den Olympischen Spielen 2002 in Salt Lake City belegte sie im Einzel über 15 km überraschend Platz sechs. Auch bei den Olympischen Spielen 2006 in Turin zeigte sich die Belarussin wieder in guter Form. Sie belegte im Massenstart Platz sechs, im Einzel und in der Verfolgung jeweils Platz sieben, im Sprint Platz acht. Wolha Nasarawa nahm auch an den Olympischen Winterspielen 2010 teil. Dort startete sie nur im Sprintwettbewerb und kam auf Rang 74. Von Beruf ist Nasarawa Rechtsanwältin.

## Biathlon-Weltcup-Platzierungen
Die Tabelle zeigt alle Platzierungen (je nach Austragungsjahr einschließlich Olympische Spiele und Weltmeisterschaften).
- 1.–3. Platz: Anzahl der Podiumsplatzierungen
- Top 10: Anzahl der Platzierungen unter den ersten zehn (einschließlich Podium)
- Punkteränge: Anzahl der Platzierungen innerhalb der Punkteränge (einschließlich Podium und Top 10)
- Starts: Anzahl gelaufener Rennen in der jeweiligen Disziplin
- Staffel: inklusive Mixed- und Single-Mixed-Staffeln

| Platzierung         | Einzel | Sprint | Verfolgung | Massenstart | Staffel | Gesamt |
| ------------------- | ------ | ------ | ---------- | ----------- | ------- | ------ |
| 1. Platz            |        |        |            |             | 2       | 2      |
| 2. Platz            |        |        |            |             | 1       | 1      |
| 3. Platz            |        |        |            | 2           | 4       | 6      |
| Top 10              | 5      | 6      | 4          | 5           | 37      | 57     |
| Punkteränge         | 21     | 40     | 27         | 18          | 44      | 150    |
| Starts              | 32     | 82     | 50         | 18          | 44      | 226    |
| Stand: Karriereende |        |        |            |             |         |        |